# Гор (месяц)
Гор или Гори (арм. Հոռի [Hoṙi]) — второй месяц древнеармянского календаря. Гор имел 30 дней, начинался 10 сентября и заканчивался 9 октября. Название, согласно Р. Ачаряну и Г. Джаукяну, происходит от пракартвельского корня *jor («два»), как и грузинское ორი [ori].  Народная же этимология восходит к Ованесу Тавушеци, по которому название месяца произошло от слова հոր [hor] – «яма», «закапывать». Это связано с тем, что именно в этот месяц древние армяне закапывали весь свой урожай (зерно, ячмень, вино и др.) в специальные ямы.